# Roland Cahen
 (juillet 2012).
Pour les articles homonymes, voir Cahen.
Roland Cahen, né à Paris le 11 septembre 1958, est un compositeur électroacoustique français, designer sonore, enseignant et chercheur. 

## Biographie
Élève de Pierre Schaeffer et Guy Reibel au CNSM (1977-1980), Il enseigne la Musique Electroacoustique de 1983 à 1993 au Conservatoire National de Région d'Amiens, au CFMI (Université Lille III) puis au Conservatoire de Montbéliard. Depuis 1999 il est enseignant et chercheur à L'Ecole Nationale Supérieure de Création Industrielle (ENSCi les Ateliers). 
En 1981 il fonde avec les compositeurs Philippe Leroux, Serge Delaubier, Rémi Dury, Augusto Mannis et Nicolas Verin l'association Espace Musical, qui organise des concerts de musique électroacoustique spatialisés. Parallèlement il étudie et pratique le théâtre et le théâtre musical avec Gerald Robard au Théâtre Ecole du Théâtre Blanc dirigé par Daniel Mesguish et rejoint la compagnie Actuel Free Théâtre et compose pour la scène, le théâtre musical et le ballet comme pour la compagnie du chorégraphe Bruno Genty.
Il compose pour le multimédia et les installations interactives comme Icare, Bandonéon, PHASE. Il écrit aussi des ouvrages à caractère ludo-pédagogiques et des articles sur la recherche musicale contemporaine, la conception sonore et la musique interactive. Ses domaines de recherche privilégiés sont : la spatialisation sonore, la scénographie, l'espace et la navigation sonore. Il coordonne le projet de recherche Topophonie (2009-2012)

## Catalogue des musiques électroacoustique de concert
- 1980 Hymne à la Lumière (INA-GRM)
- 1982 Ligne Ouverte (Musik Academie der Stadt Basel)
- 1983 Métabole (IPEM Gand)
- 1984 Rencontre (CMEN + CNR Amiens)
- 1985   Présentation (GMEB)
- 1986 Étude Sable (GMEB)
- 1987 Murs et Murmures (Commande GMEB, 1ère Mention Concours International de Musique Expérimentale de Bourges)
- 1988 Murs (GMEB + INA-GRM)
- 1990 La Disparition de Randolph Carter (Commande INA-GRM)
- 1990 Dans Un Jardin la Nuit (Commande GMEB)
- 1991 Les Modems de Hameln (GMEB)
- 1991 Études Symphoniques (GMEB) - Génération Brouillard
- 1993 Qu'un Va t'en rêve (Studio Delta P La Rochelle - ocophonie)
- 1994 Le Complexe du Simple (La Muse en Circuit)
- 1997   Tango ad lib
- 1997 Suite Calliste (IMEB)
- 1997 Tonmeister Orpheus (octophonie, théâtre musical)
- 2000 Wings Winds (Commande d'Etat - publi Chrysopée Electronique 18 Compendum International Bourges 2000)
- 2003   Nocturnes Électroniques 1-2-3
- 2004   Nocturnes Électroniques 5
- 2006   ROTATIONS II (Musique Cinétique INA-GRM)
- 2008   COUNT BASIS (Musique Cinétique IMEB)
- 2012   NANO BALAD (Musique Cinétique INA-GRM)
- 2018  Kinetic Design (Musique Cinétique INA-GRM)